# 복룡초등학교
복룡초등학교는 대한민국 충청남도 공주시 이인면 구부내로 43 (복룡리)에 있었던 공립 초등학교이다.

## 학교 연혁
- 1946년 9월 1일 탄천국민학교 복룡분교장으로 설립인가
- 1946년 12월 1일 복룡분교장 개교(1학년 2학급 118명)
- 1949년 9월 30일 복룡국민학교로 승격(294명)
- 1967년 3월 1일 12학급 739명(최다 편성)
- 1984년 3월 1일 병설유치원 인가
- 1996년 3월 1일 복룡초등학교로 개칭
- 2007년 2월 15일 제56회 졸업(총 3,112명)
- 2007년 3월 1일 이인초등학교 통폐합